# 篠山町
篠山町（ささやまちょう）は、かつて兵庫県の多紀郡にあった町。江戸時代は篠山藩の城下町として栄えた。

## 概要

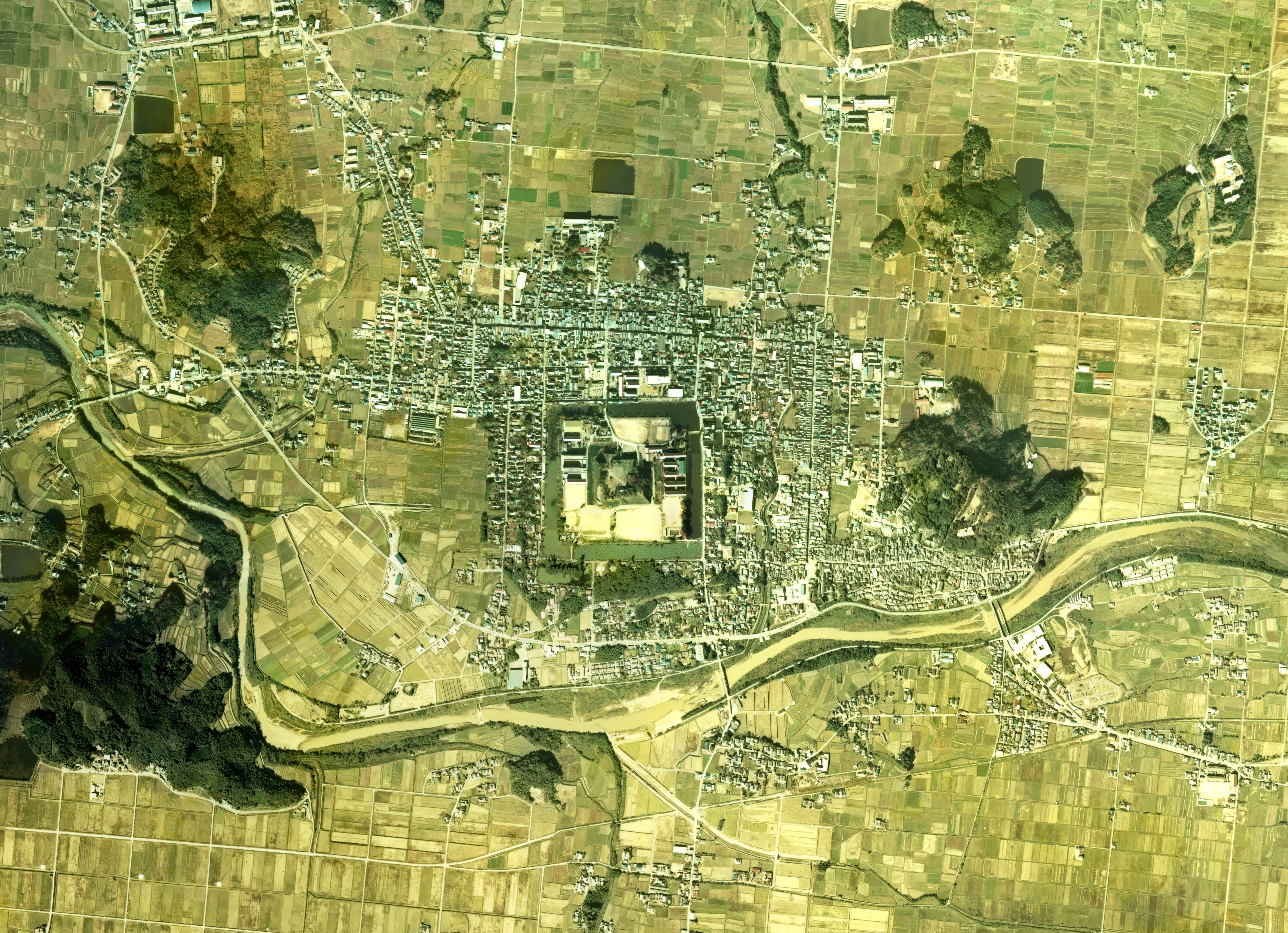
篠山町中心部周辺の空中写真。篠山城を中心に方形に整備された城下町の街路形状がよく残されている。1975年撮影の6枚を合成作成。。

- デカンショ節で著名な町であり、発祥地である。多紀郡の中心部として機能しており篠山城がある。

1975年（昭和50年）3月28日に城東町と多紀町を合併して町域を拡大した。その後、1999年（平成11年）4月1日に今田町・丹南町・西紀町の3町と合併して篠山市が発足し、篠山町は廃止された。

## 地理
- 山: 御嶽 (793m)、西ヶ嶽、小金ヶ嶽(以上、多紀アルプス）など
- 河川: 篠山川など

### 隣接していた自治体
- 兵庫県
  - 三田市
  - 多紀郡丹南町・西紀町
  - 川辺郡猪名川町
- 京都府
  - 船井郡瑞穂町・丹波町・園部町
- 大阪府
  - 豊能郡能勢町

## 歴史
- 1889年（明治22年）4月1日 - 町村制の施行により、篠山東新町・篠山西新町・篠山南新町・篠山北新町・篠山乾新町・篠山山内町・篠山河原町・篠山小川町・篠山立町・篠山呉服町・篠山二階町・篠山魚屋町・篠山西町および黒岡村の飛地の区域をもって篠山町（第1次）が発足。
- 1934年（昭和9年）6月8日 - 町章を制定。
- 1955年（昭和30年）4月20日 - 八上村・畑村・城北村・岡野村と合併し、改めて篠山町（第2次）が発足。
- 1975年（昭和50年）3月28日 - 城東町・多紀町と合併し、改めて篠山町（第3次）が発足。
- 1999年（平成11年）4月1日 - 今田町・西紀町・丹南町と合併して篠山市が発足。同日篠山町廃止。

## 地区

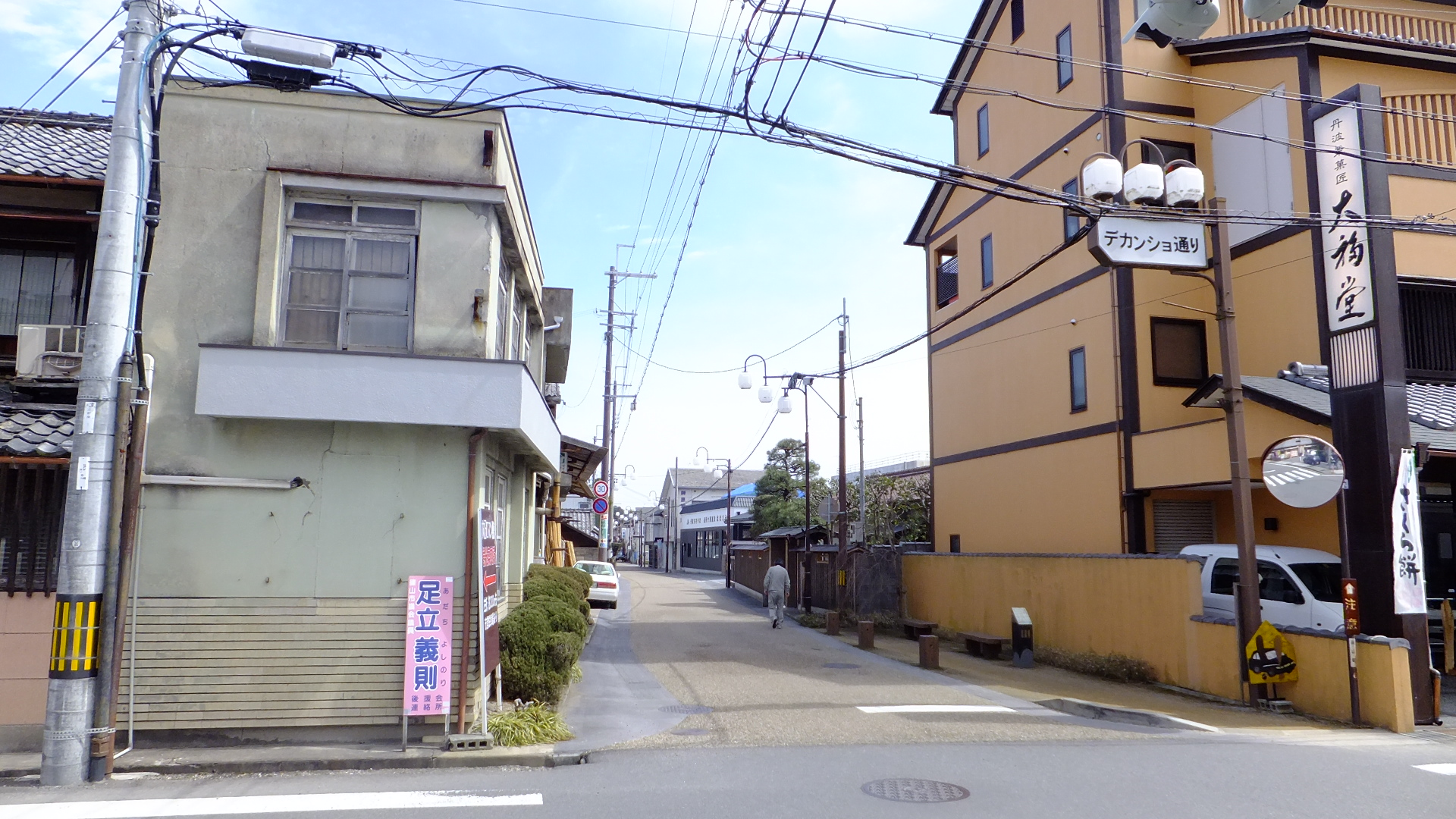
篠山地区の街並み
二階町で撮影

- 西側は篠山地区・中側は城東地区・東側は多紀地区に分かれる

## 行政

### 歴代町長
明治・大正
- 安藤直紀（1889年5月就任、1年8ヶ月在任）
- 服部保平（1891年2月就任、17年7ヶ月在任）
- 森本荘三郎（1908年9月就任、2年7ヶ月在任）
- 服部雄記（1911年4月就任、4年8ヶ月在任）
- 安間房之助（1916年10月就任、4年在任）
- 古川岩太郎（1920年10月就任、19年在任）

昭和
平成
- 瀬戸亀男（1996年 - 1999年3月）

### 町章
- 1934年6月8日、「ささやま」を図案化して「ささ山」で形どった町章が制定された[2][3]。1934年3月に公募で募集し、同年4月11日に町長同席の下で候補18点から選考し、大阪府大阪市在住の男性の作品が選ばれた。2位は同じく大阪市在住の男性、3位は兵庫県神戸市在住の男性の作品だった[4]。

### 姉妹都市・提携都市
- ワラワラ市（アメリカ合衆国ワシントン州）en:Walla Walla, Washington
1972年（昭和47年）8月15日 姉妹都市提携。

## 交通
1972年（昭和47年）3月1日に廃止されるまで、日本国有鉄道篠山線が通っていた。

### 道路
- 国道173号
- 国道372号
- 兵庫県道12号川西篠山線
- 兵庫県道308号曽地中三田線
- 兵庫県道309号福住三田線

## 伝承
篠山は篠山城の城下町として発展した町であり、多くの怪談が言い伝えられている。篠山城下に言い伝えられている伝承として「篠山の怪談七不思議」があり、「観音橋の夜泣榎」「土手裏のおちょぼ」「川ン丁の鼻黒」「坪井の榧の木」「田代の前」「一本松の見越しの入道」「番所橋の酒買い小僧」の7つを含んでいる。
郷土史家の奥田楽々斎は『多紀郷土史考』（1958年）において、「1900年頃にあった篠山の怪談」として篠山の怪談七不思議を紹介している。奥田は多紀文化顕彰会の会長なども務めた人物である。

## 名所・旧跡・観光スポット
- 篠山城
- 丹波篠山市篠山伝統的建造物群保存地区（城下町） - 合併後、国の重要伝統的建造物群保存地区に選定された。
- 丹波篠山市福住伝統的建造物群保存地区（宿場町・農村集落） - 合併後、国の重要伝統的建造物群保存地区に選定された。
- たんば田園交響ホール

## 出身有名人
- 河合隼雄